# François Sautereau
Pour les articles homonymes, voir Sautereau.
François Sautereau, né le 20 juillet 1943 à Paris 16e et mort le 8 septembre 2014 à Cornebarrieu, est un écrivain français de littérature d'enfance et de jeunesse et de science-fiction. 

## Biographie
François Sautereau est né le 20 juillet 1943 à Paris 16e dans une famille de musiciens. Après des études au lycée Henri-IV à Paris où il est notamment l'élève de Jean-Louis Bory, il devient d'abord postier, puis pendant une trentaine d'années au service de l'enfance en tant qu'animateur et directeur de centres de loisirs, il se lance dans l'écriture à partir des années 1970.
Il publie son premier roman en 1977, Un trou dans le grillage chez Nathan dans la collection « Bibliothèque Internationale ». Il écrit de nombreux romans, souvent de science-fiction, comme La 5e Dimension (1979) ou Classe de lune (1989), ou fantastiques comme Les Indiens de la rue Jules Ferry (1982), L'Étrange noël de Jonas (1984), La Cité des brumes (1986). 
Son roman L'Héritier de la nuit (1985) met en scène un écrivain invité dans les classes. En 1987, La Vallée des esprits, premier tome de la trilogie de La longue marche de Benjamin, obtient le Grand Prix du Livre de Jeunesse du Ministère de la Jeunesse et des Sports.
En 1984, François Sautereau rejoint quelques amis pour fonder la « Charte des auteurs et illustrateurs jeunesse » dont il devient le secrétaire général en 1987, puis le président de 1993 à 1996.
Il continue de publier des romans comme Le Cahier jaune (1990), La Montre infernale (1996), Terminal Park (1997), Le Bébé de cristal (1998), Cette gloire à tout prix (2007).
François Sautereau publie au total une trentaine d’ouvrages, essentiellement des romans ou des contes. Il participe également à la fondation de l'association OVAL qui reçoit des classes de découvertes consacrée au théâtre et aux ateliers d’écriture. Il est marié et père de deux filles.
Il meurt à l'âge de 71 ans le 8 septembre 2014 à Cornebarrieu (Haute-Garonne). 

## Œuvres
- Un trou dans le grillage, Nathan Bibliothèque internationale, 1977. Prix Futuribles
- Le roi sans armes, Nathan Lecture (devenue Arc-en-poche), 1979.
- Train M, Nathan Bibliothèque internationale, 1979.
- La Cinquième Dimension, Rouge et Or, 1979.
- Marelles…, Envol 1, 1980. Prix Jean Macé 1981
- Léonie et la Pierre de lumière, Envol 1, 1980.
- Nicolas et la montre magique. Pièce en 1 acte, éditions de l'Amitié, 1981.
- La Bataille de Micropolis. Comédie en 4 actes, Envol 1, 1982.
- Les Indiens de la rue Jules Ferry, éditions de l'Amitié Bibliothèque de l'amitié, 1982.
- Prisonniers des médias, Rageot, 1983.
- L'Étrange Noël de Jonas, éditions de l'Amitié Bibliothèque de l'amitié, 1984.
- L'Héritier de la nuit, Nathan Arc-en-poche, 1985.
- Les Manèges de Sapristi, Rageot, 1986.
- La Cité des brumes, Rageot/Bibliothèque de l'amitié, 1986.
- Les Kilos en trop (prépublié dans Je Bouquine no 31), Bayard Presse, 1986.
- Racamiel et Rigobert, Nathan Arc-en-poche, 1988.
- Classe de lune, illustré par Nathaële Vogel, Rageot Cascade, 1988.
- La Longue Marche de Benjamin, illustré par Bruno Pilorget, Rageot les Maîtres de l'aventure :
  - La Vallée des esprits, 1988. Grand Prix du Livre de Jeunesse du Ministère de la Jeunesse et des Sports en 1987
  - La Forteresse de la nuit, 1989
  - La Fontaine maléfique, 1990.
- Au pays des Knops, Nathan, 1989.
- La Petite Planète, Milan Zanzibar, 1989.
- Le Cahier jaune, Hachette, 1990.
- La Naissance de Rome (adaptation d'après les "Antiquités romaines" de Denys d'Halicarnasse), Nathan Contes et Légendes, 1992.
- La Montre infernale, Nathan Pleine Lune, 1994.
- L'Orpheline de Mars, Nathan Pleine lune, 1998.
- Le Fantôme de la gloire, éditions du Laquet, 2002.
- Cette gloire à tout prix, Tertium, 2006.

## Prix et distinctions
- 1980 : (international) « Honour List »[6] de l' IBBY pour Train M
- 1987 : Grand Prix du Livre de Jeunesse du Ministère de la Jeunesse et des Sports pour La Longue Marche de Benjamin, tome 1 : La Vallée des esprits